# Elbert Barr
Elbert Barr (* 27. Mai 2002 in London) ist ein britischer Tennisspieler aus England.

## Karriere
Barr spielte nur wenige Matches auf der ITF Junior Tour und war außerhalb der Top 1000 platziert.
Bei den Profis nahm er bislang ebenfalls nur an wenigen Turnieren teil. Im Einzel konnte von bislang drei Turnieren auf der ITF Future Tour kein Match gewinnen. Im Doppel schaffte er einen Matchgewinn, wodurch er auch eine Platzierung in der Tennisweltrangliste bekam. Im Februar 2022 kam er nach einigen Absagen von Doppelteams als Ersatzspieler zu seinem Debüt auf der ATP Tour. An der Seite von Manuel Sánchez unterlagen sie in ihrem Match gegen Santiago González und Andrés Molteni bei nur einem Spielgewinn deutlich.